# Al descubierto (13 TV)
Al descubierto fue un programa de televisión emitido por 13 TV y presentado por Inmaculada Galván en el que se daban a conocer detalles sobre casos de actualidad mediante el periodismo de investigación. El programa comenzó sus emisiones el viernes 28 de septiembre de 2012, aunque más tarde pasó a emitirse cada domingo de 21:30 a 22:00 horas.

## Historia
Al descubierto se estrenó el viernes 28 de septiembre de 2012 en 13 TV como un espacio quincenal, es decir, emitido cada dos semanas. No obstante, entre finales de 2012 y principios de 2013, pasó a emitirse cada domingo de 21:30 a 22:00 horas. El programa estaba presentado por Inmaculada Galván.

## Formato
Al descubierto era un espacio que pretendía analizar los diferentes aspectos de la actualidad ofreciendo todas las caras de la noticia. Para ello, cada semana se trataban diversos temas de interés social.
Algunos de los casos que se trataron desde el estreno del programa fueron polémicas como "La educación diferenciada", "Las cuentas de la Iglesia" o "El negocio de la magia" con videntes, magos y adivinos, entre otros.